# تپه اسماعیل‌آباد منگلی ۳
تپه اسماعیل‌آباد منگلی ۳ مربوط به دوره ساسانیان - سده‌های اولیه دوران‌های تاریخی پس از اسلام است و در شهرستان اسفراین، بخش بام وصفی آباد، دهستان صفی آباد، ۱۰ متری جنوب روستای منگلی بالا واقع شده و این اثر در تاریخ ۳۰ بهمن ۱۳۸۶ با شمارهٔ ثبت ۲۱۲۲۹ به‌عنوان یکی از آثار ملی ایران به ثبت رسیده است.